# Auteurswet (Nederlandse wet)
De Auteurswet (afgekort: Aw) is de wet die in Nederland het auteursrecht, waaronder portretrechten, regelt. De wet werd aangenomen op 23 september 1912; ze kwam in de plaats van de oudere Auteurswet 1881 en is sindsdien meermalen gewijzigd, laatstelijk voor de invoering van het auteurscontractenrecht. Middels de Wet auteurscontractenrecht, voor een deel opgenomen in de Auteurswet en voor een ander deel in de Wet op de naburige rechten in 2015, beoogt de Nederlandse wetgever de makers en uitvoerende kunstenaars te beschermen, wanneer zij over de exploitatie afspraken maken met exploitanten, bijvoorbeeld uitgevers, die daarbij doorgaans de sterkere partij zijn. De wet regelt ook de zogenoemde persoonlijkheidsrechten. Voorheen werd de wet aangeduid als Auteurswet 1912, maar sinds er door verjaring geen zaken meer denkbaar zijn die nog zouden kunnen vallen onder de vorige wet uit 1881 is de gangbare benaming kortweg Auteurswet. Reeds in 1914 en 1915 vonden de eerste wijzigingen van de wet plaats, om deze aan te passen aan wijzigingen in de Berner Conventie.

## Uitzonderingen
De Nederlandse Auteurswet kent een aantal uitzonderingen. Er bestaat geen auteursrecht op wetten, besluiten en verordeningen door de openbare macht uitgevaardigd, noch op rechtelijke uitspraken en administratieve beslissingen (art. 11 Aw). Een andere uitzondering op het auteursrecht betreft het wettelijk vrijgelaten beperkt eigen gebruik (art. 16b Aw).

## Wijzigingen
Een belangrijke wijziging vond plaats in 1995 ter implementatie van de Europese auteursrechtenrichtlijn. Hierbij is de beschermingsduur verlengd van 50 naar 70 jaar.
Door harmonisatie van wetgeving in de Europese Unie is de auteurswet sinds 1990 significant aangepast. Het artikel auteursrechten in de Europese Unie bevat hiervan een overzicht.

## Citeertitel van de wet
In 2008 is onder meer de citeertitel "Auteurswet 1912" gewijzigd in "Auteurswet" omdat het jaartal overbodig was en bovendien ten onrechte de indruk wekte dat de wet niet in de loop der jaren veelvuldig aan technologische ontwikkelingen zou zijn aangepast.
De aanduiding 'Auteurswet 1912' is lange tijd vooral gebezigd ter onderscheiding van de voorgaande Auteurswet 1881. Na de invoering van de wet 1912 bestonden talloze voortbrengselen die voor 1912 waren gemaakt en waarop het auteursrecht reeds werd beschermd op grond van de eerdere wet. Die wet uit 1881 vermeldde echter nog geen expliciete bescherming voor foto's.